# 基芽耳蕨
基芽耳蕨（学名：Polystichum capillipes）为鳞毛蕨科耳蕨属下的一个种。

## 扩展阅读
維基物種上的相關：基芽耳蕨